# Omonville-la-Petite
Omonville-la-Petite település Franciaországban, Manche megyében. Lakosainak száma 144 fő (2018. január 1.). Omonville-la-Petite Digulleville, Herqueville, Jobourg és Saint-Germain-des-Vaux községekkel határos.

## Népesség
A település népességének változása:
| Lakosok száma | 142  | 125  | 118  | 137  | 132  | 140  | 147  | 145  | 127  | 144  |
|               | 1968 | 1975 | 1982 | 1990 | 1999 | 2011 | 2013 | 2015 | 2017 | 2018 |